# Список серий мультсериала «Шоу Кливленда»
Список и краткое описание эпизодов мультсериала «Шоу Кливленда» (англ. The Cleveland Show).

## Обзор
| Сезон | Сезон | Кол-во эпизодов | Начало сезона    | Конец сезона | Выпуски DVD      | Выпуски DVD      | Выпуски DVD   |
| Сезон | Сезон | Кол-во эпизодов | Начало сезона    | Конец сезона | Регион 1         | Регион 2         | Регион 4      |
| ----- | ----- | --------------- | ---------------- | ------------ | ---------------- | ---------------- | ------------- |
|       | 1     | 21              | 27 сентября 2009 | 23 мая 2010  | 28 сентября 2010 | 27 сентября 2010 | 29 июня 2011  |
|       | 2     | 22              | 26 сентября 2010 | 15 мая 2011  | 27 сентября 2011 | 30 января 2012   | 9 ноября 2011 |
|       | 3     | 22              | 25 сентября 2011 | 20 мая 2012  | 1 марта 2013     | Н/Д              | Н/Д           |
|       | 4     | 23              | 7 октября 2012   | 19 мая 2013  | 17 декабря 2013  | Н/Д              | Н/Д           |

### Сезон 1: 2009—2010
| № | #  | Заголовок | Режиссёр(ы)               | Сценарист(ы)                               | Дата показа      | Код    | Зрители в США (в миллионах) |
| --- | -- | --- | ------------------------- | ------------------------------------------ | ---------------- | ------ | --------------------------- |
| 1 | 1  | «Pilot» Пробная серия | Энтони Льои               | Сет Макфарлейн, Ричард Аппель и Майк Генри | 27 сентября 2009 | 1APS01 | 9.42                        |
| Кливленд Браун с сыном навсегда покидают Куахог, отправляясь в Калифорнию. По пути они заезжают в город Стулбенд, штат Виргиния, где Кливленд встречает свою бывшую любовь — Донну Таббс. В итоге отец с сыном остаются жить у неё, а пара очень скоро скрепляет свои вновь вспыхнувшие чувства браком.                                                                                      |    | |                           |                                            |                  |        |                             |
| 2 | 2  | «Da Doggone Daddy-Daughter Dinner Dance» Пёс погиб; папа пляшет                                                              | Чак Клейн                 | Джулиус Шарп                               | 4 октября 2009   | 1APS02 | 8.70                        |
| Кливленд пытается найти взаимопонимание с падчерицей, Робертой, поэтому просит её взять его на школьные танцы "папа-дочь". Та соглашается, но Кливленд случайно сбивает своей машиной любимца семьи — собаку Мидоуларк Лемон, после чего теряет в семье только было зарождающиеся симпатию и приятие.                                                                                        |    | |                           |                                            |                  |        |                             |
| 3 | 3  | «The One About Friends» О дружбе                                                                                             | Орест Канестрелли         | Джонатан Грин и Гайб Миллер                | 11 октября 2009  | 1APS04 | 7.78                        |
| Кливленд, огорчённый тем, что его сын никак не может найти себе друзей, решает взять это дело в свои руки. В итоге, он знакомит его с сыном своего друга, Эрни Кринклесаком, но вскоре жалеет об этом: Эрни так нравится в их доме, что, чтобы отправить его обратно в семью, Кливленду приходится вызывать Службу защиты детей и отца мальчика с компанией его дружков-реднеков.            |    | |                           |                                            |                  |        |                             |
| 4 | 4  | «Birth of a Salesman» Рождение коммивояжёра                                                                                  | Крис Грахам и Энтони Льои | Киркер Батлер                              | 18 октября 2009  | 1APS03 | 7.75                        |
| Кливленд пытается найти работу в Стулбенде. Тим помогает устроиться ему в Waterman Cable, однако владелец компании, мистер Уотерман (Mr. Waterman), не обрадован новому чернокожему работнику. Тем временем продолжается противостояние Ралло и Роберты против Кливленда-младшего. |    | |                           |                                            |                  |        |                             |
| 5 | 5  | «Cleveland Jr.’s Cherry Bomb» Вишнёвая бомба Кливленда-младшего                                                              | Майк Мэйфилд              | Асим Батра                                 | 8 ноября 2009    | 1APS08 | 6.28                        |
| После посещения церковной проповеди Кливленд-младший решает воздерживаться от секса, что не особо нравится его отцу, поэтому он просит бойфренда Роберты, Федерлайна, обучить своего сына тонкостям общения с женщинами. Однако, вскоре Кливленд-младший бросается в другую крайность и посещает публичный дом.                                                                              |    | |                           |                                            |                  |        |                             |
| 6 | 6  | «Ladies’ Night» Ночь женщин                                                                                                  | Джастин Ридж              | Кларенс Ливингстон                         | 15 ноября 2009   | 1APS07 | 7.01                        |
| Кливленд опечален, узнав, что Донна до сих пор скрывает факт своего нового замужества от своих подруг. Тем временем, Кливленда-младшего в шутку выдвигают кандидатом на должность Президента ученического совета, а он им, в итоге, становится. |    | |                           |                                            |                  |        |                             |
| 7 | 7  | «A Brown Thanksgiving» День благодарения Брауна                                                                              | Чак Клейн и Мэтт Энгстром | Мэтт Мюррей                                | 22 ноября 2009   | 1APS09 | 6.53                        |
| Кливленд встречает День Благодарения в кругу семьи и приехавших родственников: своих родителей и тётушки Донны. Вскоре выясняется, что "тётушка" — мужчина… Тем временем, Роберта отправляется на романтическую прогулку с Федерлайном, а у того бездомные угоняют машину. |    | |                           |                                            |                  |        |                             |
| 8 | 8  | «From Bed to Worse» Из кровати к худшему                                                                                     | Энтони Агруса             | Тери Шаффер и Райнель Свиллин              | 29 ноября 2009   | 1APS05 | 7.20                        |
| Ралло пытается расстроить чувства Донны и Кливленда, и для этого даже ломает себе ногу. Тем временем, Кливленд-младший, Роберта и Эрни отправляются с классом на экскурсию в Вашингтон. В большом городе Роберта теряет самоконтроль, но Кливленд-младший спасает её из развратного ночного клуба.                                                                                           |    | |                           |                                            |                  |        |                             |
| 9 | 9  | «A Cleveland Brown Christmas» Рождество Кливленда Брауна                                                                     | Орест Канестрелли         | Джонатан Грин и Гайб Миллер                | 13 декабря 2009  | 1APS11 | 6.52                        |
| Перебрав с алкоголем, Кливленд рассказывает Ралло правду о его отце, бросившем семью несколько лет назад. Пытаясь исправить свою оплошность, Кливленд находит его отца и просит того прийти на Рождество и поздравить детей. Тем временем, Роберта становится защитницей прав животных, и выпускает на свободу северного оленя мистера Уотермана, впрочем, она вскоре об этом сильно жалеет… |    | |                           |                                            |                  |        |                             |
| 10 | 10 | «Field of Streams» Поле потоков                                                                                              | Йан Грэхем                | Аарон Ли                                   | 3 января 2010    | 1APS06 | 6.96                        |
| Ностальгируя по былым дням, Кливленд навещает свою школу, где узнаёт, что его бейсбольной команды больше нет. Директор Уолли даёт Кливленду неделю, чтобы найти 5 000 долларов на восстановление стадиона. Вскоре он становится главным тренером возрождённой команды, и пытается привить интерес к игре своему сыну.                                                                        |    | |                           |                                            |                  |        |                             |
| 11 | 11 | «Love Rollercoaster» Любовь, как "американские горки"                                                                        | Рон Рубио                 | Киркер Батлер                              | 10 января 2010   | 1APS10 | 8.54                        |
| Новая учительница Роберты, мисс Эк, подначивает девушку кардинально изменить свою внешность, чтобы преподать ей урок. В итоге, Кливленд-младший влюбляется в "новую Роберту". Тем временем, Кливленд-старший с друзьями работают над созданием нового рекламного шоу. |    | |                           |                                            |                  |        |                             |
| 12 | 12 | «Our Gang» Наша банда | Энтони Агруса             | Аарон Ли                                   | 31 января 2010   | 1APS12 | 4.53                        |
| Кливленд образовывает клуб для подростков, лишённых родительской заботы, под названием "Безумная восьмёрка", чтобы перевоспитать их. Но вскоре ему самому потребуется их помощь, чтобы спастись от бандитов… |    | |                           |                                            |                  |        |                             |
| 13 | 13 | «Buried Pleasure» Погребённое удовольствие                                                                                   | Йан Грэхем                | Джулиус Шарп                               | 14 февраля 2010  | 1APS13 | 4.85                        |
| Холт Риктер заподозрен в убийстве собственной матери, но ошибочно. Вскоре он признаётся Кливленду, что ему не хватает "изюминки" в жизни. Тогда Кливленд знакомит друга с рыжеволосой красоткой Джилл, но у той оказывается совершенно несносный характер. Тем временем, Ралло выигрывает на фестивале аквариумную рыбку, а Кливленд-Младший случайно выпивает воду с ней.                   |    | |                           |                                            |                  |        |                             |
| 14 | 14 | «The Curious Case of Jr. Working at The Stool» Загадочная история, случившаяся с Кливлендом-младшим, когда он работал в баре | Джастин Ридж              | Кевин Биггинс и Трэвис Бове                | 21 февраля 2010  | 1APS14 | 5.60                        |
| Кливленд-младший беседует с редактором местной газеты, после чего начинает работать в баре "Сломанный табурет". В результате этого там происходят сильные изменения, вызывающие его противостояние с отцом. Тем временем, Роберта и Ралло готовят сюрприз для Лейси — главной соперницы Роберты в школе…                                                                                     |    | |                           |                                            |                  |        |                             |
| 15 | 15 | «Once Upon a Tyne in New York» Однажды Тайн Дэли в Нью-Йорке                                                                 | Майк Мэйфилд              | Аарон Ли                                   | 21 марта 2010    | 1APS16 | 5.04                        |
| Кливленд и Донна отправляются на запоздалый медовый месяц в Нью-Йорк. Впрочем, побыть романтично наедине им практически не удаётся: Кливленд берёт в поездку своих друзей, и теперь вынужден помогать им, попавшим в затруднительные ситуации, из-за чего между супругами происходит ссора. Тем временем Кливленд-младший, Ралло и Роберта безбилетниками едут за всеми в Нью-Йорк.          |    | |                           |                                            |                  |        |                             |
| 16 | 16 | «The Brown Knight» Рыцарь Браун                                                                                              | Мэтт Энгстром             | Асим Батра                                 | 28 марта 2010    | 1APS17 | 5.64                        |
| На Донну и Кливленда нападает грабитель. Донна показывает чудеса героизма, но лавры победителя достаются Кливленду. Впрочем, правда вскоре всплывает наружу, и Кливленд решает сам найти преступника, чтобы не стать посмешищем. Тем временем Ралло, обнаружив использованные прокладки сестры, решает, что та заболела, а Роберта пользуется его заблуждением в корыстных целях.            |    | |                           |                                            |                  |        |                             |
| 17 | 17 | «Gone With the Wind» Унесённые ветром                                                                                        | Рон Рубио                 | Билл Оуклей                                | 11 апреля 2010   | 1APS18 | 5.45                        |
| Бывшая жена Кливленда, Лоретта, умирает и из-за его слишком бурных эмоций на похоронах он ссорится с Донной. |    | |                           |                                            |                  |        |                             |
| 18 | 18 | «Brotherly Love» Братская любовь                                                                                             | Энтони Агруса             | Джастин Хеймберг                           | 2 мая 2010       | 1APS20 | 5.74                        |
| Ралло дает Кливленду Мл. советы, как завоевать девушку. Однако у неё уже есть парень - местный рэпер Кенни Уэст. Кливленд Мл. вызывает Уэста на рэп-баттл. Тем временем Кливленд становится сутенером. |    | |                           |                                            |                  |        |                             |
| 19 | 19 | «Brown History Month» Месяц истории Браунов                                                                                  | Йан Грэхем                | Мэтт Мюррей                                | 9 мая 2010       | 1APS21 | 5.28                        |
| В Стулбенде начинается Месяц Черной Истории. Ралло в школе узнает, что афроамериканцы были рабами. Он указывает Кливленду, что Лестер не уважает афроамериканцев, после чего Кливленд избивает Лестера. Кливленда вызывают в суд за "расизм"(во время драки он назвал Лестера крекером). По приговору судьи Лестер и Кливленд должны вместе построить макет.                                 |    | |                           |                                            |                  |        |                             |
| 20 | 20 | «Cleveland's Angels» Ангелы Кливленда                                                                                        | Орест Канестрелли         | Кларенс Ливингстон                         | 16 мая 2010      | 1APS19 | 5.78                        |
| После того как Кливленд проигрывает деньги на колледж Роберты в казино, он становится барменом в казино. Однажды он видит, как крупье жульничает и рассказывает все Донне, Арианне и Кендре. Они организовывают группу "Ангелы Кливленда", чтобы разоблачить жуликов. |    | |                           |                                            |                  |        |                             |
| 21 | 21 | «You're the Best Man, Cleveland Brown» Ты лучший, Кливленд Браун                                                             | Джастин Ридж              | Киркер Батлер                              | 23 мая 2010      | 1APS22 | 4.91                        |
| Кливленду Мл. достается все имущество его покойной матери, но он не может дать отцу ни цента. В Стулбенд переезжает отец и мать Кливленда, потому что они снова женятся. Кливленд Мл. решает оплатить и организовать эту свадьбу. Но отец Кливленда не является на свадьбу и Кливленд решает ему все высказать. Он находит отца и тот понимает свою ошибку. В итоге Левак и Куки женятся.    |    | |                           |                                            |                  |        |                             |

### Сезон 2: 2010—2011
| № | #  | Заголовок                                                                        | Режиссёр(ы)       | Сценарист(ы)                          | Дата показа      | Код    | Зрители в США (в миллионах) |
| --- | -- | -------------------------------------------------------------------------------- | ----------------- | ------------------------------------- | ---------------- | ------ | --------------------------- |
| 1 | 22 | «Harder, Better, Faster, Browner» Быстрее, выше, сильнее, чернее                 | Йан Грэхем        | Мэтт Мюррей                           | 26 сентября 2010 | 2APS06 | 6.60                        |
| Кливленд Браун вспоминает своё детство, в частности, как он обыгрывал на баскетбольной площадке парня по имени Бэрри Обама. Узнав, что тот стал Президентом, Кливленд погружается в раздумья о бесцельности своей жизни. Вскоре он встречает Канье Уэста, и случайно узнаёт, что тот отнюдь не известный рэп-исполнитель, а официант в «рэп-ресторане». Это заставляет Кливленда усомниться и в том, что Барак Обама — Президент США.     |    |                                                                                  |                   |                                       |                  |        |                             |
| 2 | 23 | «Cleveland Live!» Кливленд в прямом эфире                                        | Кен Вонг          | Джонатан Грин и Гайб Миллер           | 3 октября 2010   | 2APS01 | 6.65                        |
| Кливленд и Донна собираются отметить первую годовщину совместной жизни, но в этом им мешают их дети, друзья и бывший муж Донны — Роберт. |    |                                                                                  |                   |                                       |                  |        |                             |
| 3 | 24 | «How Cleveland Got His Groove Back» Увлечение Кливленда                          | Орест Канестрелли | Джулиус Шарп                          | 10 октября 2010  | 2APS05 | 5.63                        |
| Проиграв в бейсбол Лестеру, Кливленд впадает в депрессию, и Донна решает, что лучший способ развеяться — провести отпуск в Африке. По пути самолёт делает остановку на Гавайях, и Кливленд понимает, что никакая Африка ему уже не нужна и решает остаться здесь. |    |                                                                                  |                   |                                       |                  |        |                             |
| 4 | 25 | «It’s The Great Pancake, Cleveland Brown» Отличный блин, Кливленд Браун!         | Рон Рубио         | Асим Батра                            | 7 ноября 2010    | 2APS04 | 6.68                        |
| Кливленд-младший и Роберта приглашены на вечеринку в честь Хэллоуина. Вскоре туда же прибывает и Кливленд-старший со своими друзьями. Тем временем Ралло объелся сладостей, отчего у него началось ожирение и выпал зуб. |    |                                                                                  |                   |                                       |                  |        |                             |
| 5 | 26 | «Little Man on Campus» Карлик в университетском городке                          | Энтони Агруса     | Кевин Биггинс и Трэвис Бове           | 14 ноября 2010   | 2APS03 | 6.66                        |
| Тренер Кливленд загорается идеей выиграть бейсбольный чемпионат, и поэтому идёт на мошенничество, когда его лучший игрок выбывает из соревнования. |    |                                                                                  |                   |                                       |                  |        |                             |
| 6 | 27 | «Fat and Wet» Жирные и мокрые                                                    | Мэтт Энгстром     | Киркер Батлер                         | 21 ноября 2010   | 2APS02 | 5.07                        |
| У Кливленда-младшего и Кендры Кринклесак находится общее: из-за своего избыточного веса они стесняются появляться на́ людях в купальных костюмах. Они требуют равных прав и для людей с ожирением, но их идея не находит поддержки в обществе. Тогда Кливленд и Кендра уезжают в Висконсин, где, как они уверены, они будут чувствовать себя свободнее. Кливленд Браун и Лестер отправляются за своими непутёвыми родственниками вдогонку. |    |                                                                                  |                   |                                       |                  |        |                             |
| 7 | 28 | «Another Bad Thanksgiving» Ещё один неудачный День благодарения                  | Майк Мэйфилд      | Кларенс Ливингстон                    | 28 ноября 2010   | 2APS08 | 7.39                        |
| Семья Браунов отмечает День благодарения. Что же случится на нём в этом году? К Донне приезжает её сестра Джэнет... |    |                                                                                  |                   |                                       |                  |        |                             |
| 8 | 29 | «Murray Christmas» Рождество Энн Мюррей                                          | Кен Вонг          | Киркер Батлер                         | 5 декабря 2010   | 2APS09 | 6.97                        |
| Ралло помогает сбежать из дома престарелых своему новому другу, но когда он узнаёт то что он может умереть, Ралло не знает что делать. |    |                                                                                  |                   |                                       |                  |        |                             |
| 9 | 30 | «Beer Walk!» Пивная прогулка!                                                    | Джим Шеллхорн     | Аарон Ли                              | 5 декабря 2010   | 2APS09 | 5.96                        |
| Донна, недовольна тем, что муж не помогает ей по дому и симулирует травму ног, чтобы Кливленд работал по дому. Вскоре Донна чувствует себя ненужной и предпринимает вернуть домашнее хозяйство в свои руки. |    |                                                                                  |                   |                                       |                  |        |                             |
| 10 | 31 | «Ain't Nothin' But Mutton Bustin'» Разве это не ничего, но баранина Бастина      | Мэтт Энгстром     | Кортни Лили                           | 9 января 2011    | 2APS10 | 7.38                        |
| По предложению Донны, Кливленд и Ралло начинают проводить больше времени вместе. После этого, Кливленд младший ревнует к новым отношениям Кливленда и Ралло. |    |                                                                                  |                   |                                       |                  |        |                             |
| 11 | 32 | «How Do You Solve a Problem Like Roberta?» Как вы решаете проблему, как Роберта? | Энтони Агруса     | Аарон Ли                              | 16 января 2011   | 2APS12 | 5.52                        |
| После того, как Кливленд критикует родительские навыки Донны, она полностью отдаёт Роберту под опеку Кливленду. Кливленд позволяет Роберте бросить дом. |    |                                                                                  |                   |                                       |                  |        |                             |
| 12 | 33 | «Like a Boss» Как начальник                                                      | Рон Рубио         | Мэтт Мюррей                           | 23 января 2011   | 2APS11 | 5.19                        |
| Медведь Тим получает повышение, и от этого начинают страдать сотрудники, включая Кливленда. Ралло обманывает Младшего и заставляет его выполнять желания с помощью "говорящей" черепахи. |    |                                                                                  |                   |                                       |                  |        |                             |
| 13 | 34 | «A Short Story and a Tall Tale» Короткая история и длинный хвост                 | Йан Грэхем        | Джулиус Шарп                          | 13 февраля 2011  | 2APS14 | 4.75                        |
| Ралло встретил в супермаркете такого же маленького человека, как и он. Позже он узнает, что он был просто карликом. Тем временем Кливленд получает 2 билета в Голливуд на баскетбол. |    |                                                                                  |                   |                                       |                  |        |                             |
| 14 | 35 | «Terry Unmarried» Незамужний Терри                                               | Кен Вонг          | Аарон Ли                              | 20 февраля 2011  | 2APS17 | 5.43                        |
| Кливленд узнает, что Донна не оформила до конца развод с Робертом и что его с ней брак не является настоящим. Тогда он идет с друзьями в кафе, которое оказывается гей-баром. Там он узнает, что Терри - голубой. Донна, узнав об этом, решает устроить двойную свадьбу - её с Кливлендом и Терри с его партнером. Но в самый последний момент Терри сбегает из под венца...                                                              |    |                                                                                  |                   |                                       |                  |        |                             |
| 15 | 36 | «The Blue, The Gray and The Brown» Синий, серый и Браун                          | Орест Канестрелли | Джонатан Грин и Гайб Миллер           | 6 марта 2011     | 2APS13 | 4.80                        |
| Кливленд возвращает открытый кинотеатр в родной Стулбенд. Тогда партия патриотов Стулбенда просит защитить парк, посвященный основателю Стулбенда. Кливленд защищает парк, но позже узнает, что основатель его города - расист, который держал афроамериканцев в рабстве. Тогда Кливленд решает победить на реконструкции битвы при Стулбенде...                                                                                          |    |                                                                                  |                   |                                       |                  |        |                             |
| 16 | 37 | «The Way the Cookie Crumbles» Путь покрашывсегося печенья                        | Джим Шеллхорн     | Чадд Гиндин                           | 13 марта 2011    | 2APS15 | 4.64                        |
| Родители Кливленда продали его детские вещи на гаражной распродаже. Он очень злится на них за это, но вскоре узнаёт, что родители разорились, попавшись на уловку мошенника. |    |                                                                                  |                   |                                       |                  |        |                             |
| 17 | 38 | «To Live and Die in VA» Жить и умереть в Вирджинии                               | Сын Ву Ча         | Мехар Сетхи                           | 20 марта 2011    | 2APS16 | 5.45                        |
| Кливленд затеял открыть бизнес и попросил друзей стать инвесторами. В итоге, это ничем хорошим не закончится. |    |                                                                                  |                   |                                       |                  |        |                             |
| 18 | 39 | «The Essence of Cleveland» Сущность Кливленда                                    | Мэтт Энгстром     | Джонатан Грин и Гайб Миллер           | 3 апреля 2011    | 2APS18 | 4.81                        |
| Кливленд встречается со старой школьной подругой, которая похудела и до сих пор испытывает к нему чувства. |    |                                                                                  |                   |                                       |                  |        |                             |
| 19 | 40 | «Ship’rect» Крблкрушение                                                         | Кен Вонг          | Тери Шаффер и Райнель Свиллин         | 10 апреля 2011   | 2APS15 | 4.93                        |
| Кливленд с друзьями решают принять участие в сплаве на лодках, но вскоре Кливленд решает выступить за другую команду. Тем временем, Ралло серьёзно заболевает. |    |                                                                                  |                   |                                       |                  |        |                             |
| 20 | 41 | «Back to Cool» Остынь                                                            | Энтони Агруса     | Кевин Биггинс и Трэвис Бове           | 17 апреля 2011   | 2APS19 | 4.61                        |
| Кливленд боится, что сын будет считать, что бывший муж Донны круче, чем он. Из-за этого он устраивает с Робертом состязание по крутости. |    |                                                                                  |                   |                                       |                  |        |                             |
| 21 | 42 | «Your Show of Shows» Самое лучшее шоу                                            | Орест Канестрелли | Карл Райнер, Асим Батра и Мэтт Мюррей | 8 мая 2011       | 2APS21 | 4.70                        |
| Кливленд с друзьями открывают собственное шоу на местном кабельном телевидении, а тем временем Ралло вместе с одноклассниками придумывают номер для шоу талантов. |    |                                                                                  |                   |                                       |                  |        |                             |
| 22 | 43 | «Hot Cocoa Bang Bang» Горячее какао трах-бах                                     | Йан Грэхем        | Киркер Батлер                         | 15 мая 2011      | 2APS22 | 4.93                        |
| Кливленд написал комикс про Вайдермэна и отправляется с семьёй представлять его на фестиваль комиксов Коми-кон в Сан-Диего. Донна ссорится с Робертом Родригесом, представляющим фильм Шоколадка трах-бах, в котором она в молодости сыграла главную роль. Она не хочет, чтобы Кливленд узнал об этом. |    |                                                                                  |                   |                                       |                  |        |                             |

### Сезон 3: 2011—2012
| № | #  | Заголовок                                         | Режиссёр(ы)       | Сценарист(ы)                    | Дата показа      | Код    | Зрители в США (в миллионах) |
| --- | -- | ------------------------------------------------- | ----------------- | ------------------------------- | ---------------- | ------ | --------------------------- |
| 1 | 44 | «BFFs» Лучшие друзья навсегда                     | Стив Робертсон    | Киркер Батлер                   | 25 сентября 2011 | 3APS01 | 6.13                        |
| Кливленд Браун переживает из-за того, что его бывший друг Питер Гриффин не позвонил во время пребывания в Стулбенде. Чтобы отвлечься, он едет с друзьями в лес и на них нападает медведь. В последний момент приходит Питер и спасает Кливленда. |    |                                                   |                   |                                 |                  |        |                             |
| 2 | 45 | «The Hurricane!» Ураган                           | Рон Рубио         | Киркер Батлер                   | 2 октября 2011   | 2APS20 | 5.56                        |
| На Стулбенд обрушивается ураган. Брауны устраивают вечеринку, на которой узнают о себе много нового. Во время урагана, Кливленд-младший рассказывает семье, что он не верит в Бога. |    |                                                   |                   |                                 |                  |        |                             |
| 3 | 46 | «Nightmare on Grace Street» Кошмар на Грэйс-Стрит | Фил Аллора        | Джонатан Грин и Гайб Миллер     | 30 октября 2011  | 3APS04 | 4.66                        |
| В Стулбенде празднуют Хэллоуин, и семья Браунов не исключение. Роберта влюбляется в вампира и оборотня, и не может решить, кто ей больше нравится. Тем временем, Ралло ночует у своего друга. |    |                                                   |                   |                                 |                  |        |                             |
| 4 | 47 | «Skip Day» День прогулов!                         | Фил Аллора        | Дейв Джесер и Мэтт Сильверштайн | 20 ноября 2011   | 3APS03 | 3.86                        |
| Кливленд раздражен тем, что Кливленд-младший всегда подчиняется правилам. Неожиданно он обнаруживает, что сын сильнее его. Это задевает Кливленда, и он начинает вести себя как старик. В это время Ралло сбивает Кендру на её скутере. |    |                                                   |                   |                                 |                  |        |                             |
| 5 | 48 | «Yemen Party» Вечеринка в Йемене                  | Сын Ву Ча         | Джулиус Шарп                    | 27 ноября 2011   | 3APS02 | 3.67                        |
| Когда Донна присоединяется к женской группе поддержки и начинает жаловаться на то, как Кливленд не помогает ей, Кливленд наряжается женщиной, чтобы показать Донне, насколько хороша её жизнь. Тем временем Кливленд-младший и Ралло соединяют силы, чтобы остановить хулигана детской площадки, Родни. |    |                                                   |                   |                                 |                  |        |                             |
| 6 | 49 | «Sex and the Biddy» Секс и Бидди                  | Рон Рубио         | Асим Батра                      | 4 декабря 2011   | 3APS06 | 5.47                        |
| Друг Ралло, Мюррей, наконец-то нашел себе подружку. Ралло ревнует друга, и обнаруживает, что она с ним встречается только из-за денег. В это время Кливленд начинает посещать спорт-зал. |    |                                                   |                   |                                 |                  |        |                             |
| 7 | 50 | «Die Semi-Hard» Умрите трудно                     | Сын Ву Ча         | Джон Винер                      | 11 декабря 2011  | 3APS10 | 5.07                        |
| Семья Кливленда готовится к Рождеству. Чтобы семье не было скучно, во время украшения дома, Кливленд рассказывает сюжет своего блокбастера, который является пародией на фильм Крепкий орешек. |    |                                                   |                   |                                 |                  |        |                             |
| 8 | 51 | «Y Tu Junior Tambien» Что нужного от Младшего?    | Джек Перкинс      | Аарон Ли                        | 8 января 2012    | 3APS11 | 4.48                        |
| Младший начинает ухаживать за красивой девушкой, Кливленду она не нравится. Когда отношения между двумя влюбленными накаляются до предела, Кливленд понимает, что девушка встречается с Младшим ради получения грин-карты в США |    |                                                   |                   |                                 |                  |        |                             |
| 9 | 52 | «There Goes El Neighborhood» Сложно быть соседями | Рон Рубио         | Кортни Лили                     | 29 января 2012   | 3APS14 | 2.75                        |
| Кливленд после нескольких недоразумений начинает изучать латиноамериканскую культуру. Тем временем в город возвращается Сесилия. |    |                                                   |                   |                                 |                  |        |                             |
| 10 | 53 | «Dirty Dancing 3» Три грязных танца               | Энтони Агруса     | Мэтт Мюррей                     | 12 февраля 2012  | 3APS05 | 2.72                        |
| Донна хочет выиграть конкурс танцев в "Сломанном табурете" и берет себе в партнеры Кливленда-младшего. А в это время, Роберта нянчится с Ралло и понимает, что ухаживать за ребенком не так просто, как кажется. |    |                                                   |                   |                                 |                  |        |                             |
| 11 | 54 | «Brown Magic» Магия Брауна                        | Энтони Агруса     | Чадд Гиндин                     | 19 февраля 2012  | 3APS13 | 2.61                        |
| Кливленд хочет проводить больше времени с Ралло и дает ему роль в его магическом шоу. Благодаря острому уму Ралло в виде марионетки, дуэт получает много положительных отзывов от фанатов и критиков. Ралло устает от Кливленда и пытается всем доказать, что он в их дуэте главный. |    |                                                   |                   |                                 |                  |        |                             |
| 12 | 55 | «'Til Deaf» Глухота                               | Орест Канестрелли | Аарон Ли                        | 4 марта 2012     | 3APS07 | 3.11                        |
| Когда Донна начинает испытывать кризис среднего возраста, Кливленд решает по-тихому слинять на охоту со своими друзьями. На охоте происходит несчастный случай, из-за которого Кливленд становится глуховатым. Тем временем Младший участвует в школьных выборах и его соперницей выступает Роберта. |    |                                                   |                   |                                 |                  |        |                             |
| 13 | 56 | «Das Shrimp Boot» Попасть на корабль              | Орест Канестрелли | Джон Винер                      | 11 марта 2012    | 3APS15 | 3.35                        |
| Кливленд налегает на энергетики, чтобы поменьше спать и побольше работать. Таким образом он хочет заработать на шикарный круиз для всей своей семьи, однако увлечение таблетками приводит Кливленда в реабилитационную клинику. Пытаясь в отчаянии сбежать и исполнить свою мечту, Кливленд оказывается в плену у пиратов, захвативших корабль и угрожающих его семье. |    |                                                   |                   |                                 |                  |        |                             |
| 14 | 57 | «March Dadness» Отцовство                         | Йан Грэхем        | Джонатан Грин и Гайб Миллер     | 18 марта 2012    | 3APS16 | 3.22                        |
| Чтобы наладить отношения с отцом, Кливленд приглашает его к себе домой на просмотр баскетбольного мачта по телевизору, однако попытки сближения ни к чему не приводят. Вместо этого папа Кливленда заинтересовывается обществом Младшего и начинает проводить с ним много времени. Когда Кливленд понимает причину такого холодного отношения к нему, он решает действовать в открытую. А тем временем Ралло покупает спортивную машину и решает прокатиться на ней с ветерком со своими приятелями. |    |                                                   |                   |                                 |                  |        |                             |
| 15 | 58 | «The Men in Me» Люди во мне                       | Стив Робертсон    | Кларенс Ливингстон              | 25 марта 2012    | 3APS09 | 3.12                        |
| Чтобы выиграть пропуск на популярный поп-концерт, Кливленд участвует в танцевальной битве. После выступления к Кливленду вешают ярлык «Самого белого мужика в Америке». После безрезультатных попыток сбросить с себя это странное для черного человека клеймо, Кливленд решает разузнать всё о своих корнях и своем происхождении. Все становится на свои места, когда он выясняет подробности у своей бывшей нянечки, Барбары.                                                                     |    |                                                   |                   |                                 |                  |        |                             |
| 16 | 59 | «Frapp Attack!» Музыкальное видео                 | Фил Аллора        | Кевин Биггинс и Трэвис Бове     | 1 апреля 2012    | 3APS12 | 2.87                        |
| Донна начинает ревновать мужа после того, как Кливленд стал как-то подозрительно близок к своей коллеге по работе Тине. Позже Ралло и Кливленд-младший снимают на видео шумную тусовку на рабочем месте Кливленда. Видео становится бешено популярным и привлекает внимание толстосумов — музыкальных продюсеров. |    |                                                   |                   |                                 |                  |        |                             |
| 17 | 60 | «American Prankster» Американский шутник          | Сын Ву Ча         | Билл Оуклей                     | 15 апреля 2012   | 3APS18 | 4.34                        |
| После того, как из-за последней выходки Ралло Кливленда-младшего вышвыривают из отряда скаутов, Кливленд хочет отправить Ралло в тюрьму для несовершеннолетних. |    |                                                   |                   |                                 |                  |        |                             |
| 18 | 61 | «B.M.O.C.» B.M.O.C.                               | Стив Робертсон    | Киркер Батлер                   | 29 апреля 2012   | 3APS17 | 3.12                        |
| Кливленд вместе с Робертой отправляется в колледж, чтобы оживить в памяти все безумные дни студенческой жизни. Ралло должен помочь Кливленду-младшему научиться спать без своей любимой мягкой игрушки. |    |                                                   |                   |                                 |                  |        |                             |
| 19 | 62 | «Jesus Walks» Вот идёт Иисус                      | Фил Аллора        | Киркер Батлер                   | 29 апреля 2012   | 3APS20 | 4.06                        |
| Кливленд-младший западает на набожную девочку Ванессу, поющую в церковном хоре. Он страстно желает быть поближе к ней и добровольно соглашается присутствовать на религиозном мероприятии, чтобы понравиться Ванессе. Товарищ по хору, Хантер, вступает с Кливлендом-младшим в конфронтацию из-за того, что тот ходит в церковь не по той причине, по которой надо. Между тем, бывший парень Донны возвращается из Ирака и обнаруживает, что она уже замужем.                                        |    |                                                   |                   |                                 |                  |        |                             |
| 20 | 63 | «Flush of Genius» Приступ гениальности            | Джек Перкинс      | Аарон Ли                        | 6 мая 2012       | 3APS19 | 3.11                        |
| Кливленд-младший составляет доклад о своем самом любимом американце, и в качестве главного героя выбирает отца. Однако после того, как Кливленд неуклюже падает в туалете и получает сотрясение мозга, восхищение Младшего своим отцом быстро проходит. Тем временем у Ралло радостное событие — он уже достаточно высок, чтобы прокатиться на своих любимых американских горках. |    |                                                   |                   |                                 |                  |        |                             |
| 21 | 64 | «Mama Drama» Мама Драма                           | Энтони Агруса     | Чадд Гиндин                     | 13 мая 2012      | 3APS21 | 2.79                        |
| Надеясь поднять настроение Донны на День Матери, Кливленд нанимает актрису, чтобы та сыграла роль отчужденной матери Донны, Ди Ди Таббс. Однако из-за череды неожиданных событий объявляется настоящая Ди Ди, Кливленд предпринимает последнюю попытку воссоединить Донну со своей матерью. |    |                                                   |                   |                                 |                  |        |                             |
| 22 | 65 | «All You Can Eat» Всё, что ты можешь принять      | Йан Грэхем        | Асим Батра и Билл Оуклей        | 20 мая 2012      | 3APS24 | 3.01                        |
| Роберта решает изменить облик Кливленда-младшего, и его новый стильный внешний вид придает парню уверенности для подката к Дейзи, девочке, на первый взгляд не подходящей для него. Но все идет не так после того, как Дейзи принимает Младшего за девушку. |    |                                                   |                   |                                 |                  |        |                             |

### Сезон 4: 2012—2013
| № | #  | Заголовок                                                                                         | Режиссёр(ы)       | Сценарист(ы)                                | Дата показа                           | Код    | Зрители в США (в миллионах) |
| --- | -- | ------------------------------------------------------------------------------------------------- | ----------------- | ------------------------------------------- | ------------------------------------- | ------ | --------------------------- |
| 1 | 66 | «Escape from Goochland» Побег из Гучлэнда                                                         | Джек Перкинс      | Кортни Лили                                 | 7 октября 2012                        | 4APS04 | 4.47                        |
| Кливленд с друзьями посещают соперников из средней школы в Гучлэнде на ежегодном футбольном матче, но когда Федерлайн, назначенный трезвым водителем, разбивает автомобиль Кливленда, об авто Чета Батлера, им приходится искать способ сбежать с земле своих врагов. Между тем, Донна собирается вернуть хелуинский костюм дочери в магазин, но вместо этого решила надеть его, а Роберта с Кливлендом младшим пакостит вокруг Стулбенда, одевшись, как Донна и Кливленд. |    |                                                                                                   |                   |                                             |                                       |        |                             |
| 2 | 67 | «Menace II Secret Society» Опасность II: Тайное общество                                          | Рон Рубио         | Кларенс Ливингстон                          | 4 ноября 2012                         | 3APS22 | 3.95                        |
| Кливленд соревнуется в репе с супер известным реперов Кенни Вестом. Кливленд младший организовывает группу по польке, после того, как был отвергнут в школьном оркестре. |    |                                                                                                   |                   |                                             |                                       |        |                             |
| 3 | 68 | «A General Thanksgiving Episode» Главный благодарственный эпизод                                  | Джастин Ридж      | Кортни Лили                                 | 18 ноября 2012                        | 3APS08 | 3.26                        |
| Холт пропускает свой самолет во Флориду на день благодарения. После он начинает всем говорить, что на самом деле не был приглашен к своей бывшей семье на праздничный обед. |    |                                                                                                   |                   |                                             |                                       |        |                             |
| 4 | 69 | «Turkey Pot Die» Подстреленная индейка                                                            | Энтони Агруса     | Дейв Джесер и Мэтт Сильверштайн             | 25 ноября 2012                        | 4APS06 | 4.32                        |
| Кливленд с Младшим отправляются на сложную миссию, в которой им необходимо освободить всех индюков ко дню благодарения. |    |                                                                                                   |                   |                                             |                                       |        |                             |
| 5 | 70 | «A Vas Deferens Between Men & Women» Семявыносящий проток между мужчиной и женщиной               | Джефф Майерс      | Джон Винер                                  | 2 декабря 2012                        | 4APS02 | 3.37                        |
| Донна говорит Кливленду, что хочет еще одного ребенка. Кливленд понимает, что сделанная ранее ему операция вазэктомия, должна оставаться в тайне от Донны. |    |                                                                                                   |                   |                                             |                                       |        |                             |
| 6 | 71 | «Tis the Cleveland to Be Sorry» Кливленд просит прощение                                          | Орест Канестрелли | Чадд Гиндин                                 | 16 декабря 2012                       | 4APS08 | 3.06                        |
| Кливленд узнает, что еда в местном приюте для бездомных гораздо лучше той, которую подают у него дома. Владелец магазина Харрис Грандл нанимает Роберта поработать рождественским эльфом, а также требует, чтобы все девушки — помощники Санты должны одевать исключительно сексуальные костюмы. |    |                                                                                                   |                   |                                             |                                       |        |                             |
| 7 | 72 | «Hustle 'N' Bros» Чумовые братья                                                                  | Сын Ву Ча         | Киркер Батлер                               | 13 января 2013                        | 4APS03 | 2.66                        |
| Кливленд приходит в ярость, когда узнает, что бывший муж Донны, Роберт, приходит на день рождения отца Кливленда "Товарняка". Что еще хуже, "Товарняк" принимает Роберта и теперь Кливленды должны научиться ладить со своим новым "братом". |    |                                                                                                   |                   |                                             |                                       |        |                             |
| 8 | 73 | «Wide World of Cleveland Show» Весь мир шоу Кливленда                                             | Рон Рубио         | Аарон Ли                                    | 27 января 2013                        | 4APS07 | 2.57                        |
| Антология коротких рассказов, охватывающая весь земной шар. |    |                                                                                                   |                   |                                             |                                       |        |                             |
| 9 | 74 | «Here Comes the Bribe» Здесь происходит дача взятки                                               | Джек Перкинс      | Дейв Джесер и Мэтт Сильверштайн             | 10 февраля 2013                       | 4APS12 | 2.76                        |
| Донна тащит Кливленда к брачному консультанту после того, как Кливленд по её мнению стал плохо справляться со своими обязанностями мужа. Тем временем у Кливленда-младшего ломается мини-холодильник. Но Ралло находит способ вернуть его к жизни. |    |                                                                                                   |                   |                                             |                                       |        |                             |
| 10 | 75 | «When a Man (or a Freight Train) Loves His Cookie» Когда человек (Товарняк ЛеВар) любит свою Куки | Фил Аллора        | Кларенс Ливингстон                          | 17 февраля 2013                       | 4APS05 | 2.63                        |
| Кливленд вместе со своим отцом ищут мать Куки, которая сбежала вместе с Джорджем Клинтоном и P-Funk All-Stars. Тем временем Кливленд младший фантазирует во время визита в магазин канцтоваров. |    |                                                                                                   |                   |                                             |                                       |        |                             |
| 11 | 76 | «Brownsized» Размер Брауна                                                                        | Фил Аллора        | Стивен Росс                                 | 3 марта 2013                          | 4APS13 | 3.28                        |
| Кливленд принимает предложение своего босса, соглашаясь уволиться с получением выходного пособия — зарплаты за 6 месяцев. Но есть одна проблема — нужно рассказать об этом своей жене Донне. |    |                                                                                                   |                   |                                             |                                       |        |                             |
| 12 | 77 | «Pins, Spins and Fins! (Shark Story Cut for Time)» Пальцы, спины и ласты!                         | Стив Робертсон    | Джонатан Грин и Гайб Миллер                 | 3 марта 2013                          | 4APS09 | 3.78                        |
| Донна открывает Ралло горькую правду. Маленькие дети неудачники во всем. Кливленд, Лестер, Холт и Терри решили, что их дружба стала слишком предсказуемой. Поэтому они решают оттянуться в заброшенном парке развлечений. |    |                                                                                                   |                   |                                             |                                       |        |                             |
| 13 | 78 | «A Rodent Like This» Этакий грызун                                                                | Сын Ву Ча         | Аарон Ли                                    | 10 марта 2013                         | 4APS11 | 4.04                        |
| Когда Донна обнаруживает свободно бегающую крысу у себя дома, она вместе с детьми переезжает к своей матери. Кливленд пытается выследить и уничтожить грызуна, но вскоре привязывается к нему и грызун становится его лучшим другом. |    |                                                                                                   |                   |                                             |                                       |        |                             |
| 14 | 79 | «The Hangover: Part Tubbs» Похмелье Таббс                                                         | Рон Рубио         | Аарон Ли                                    | 17 марта 2013                         | 4APS14 | 2.83                        |
| Донна Таббс попадает в школьный совет. Тем временем Кливленд Младший обнаруживает в себе способности к дайвингу. |    |                                                                                                   |                   |                                             |                                       |        |                             |
| 15 | 80 | «California Dreamin' (All the Cleves are Brown)» Калифорнийская мечта                             | Орест Канестрелли | Дейв Джесер и Мэтт Сильверштайн             | 17 марта 2013                         | 3APS23 | 4.05                        |
| Брауны упаковывают чемоданы и переезжают в Лос-Анджелес, где Кливленд хочет осуществить свою давнюю мечту и стать скаутом бейсбольной лиги. Тем временем Донна и дети становятся одержимыми гламурной жизни Лос-Анджелеса. |    |                                                                                                   |                   |                                             |                                       |        |                             |
| 16 | 81 | «Who Done Did It?» Кто же сделал это?                                                             | Джефф Майерс      | Кевин Биггинс и Трэвис Бове                 | 7 апреля 2013                         | 4APS10 | 3.38                        |
| Кливленд защищает честь Донны, после того, как её обидела Арианна. Но когда Кливленд выходит из себя и начинает мстить всем, ситуация выходит из под контроля. На Кливленда вешают убийство, которое он не совершал. Товарняк, Ралло и Кливленд младший пытаются оправдать Кливленда. |    |                                                                                                   |                   |                                             |                                       |        |                             |
| 17 | 82 | «Fist and the Furious» Dr. Fist и Яростный                                                        | Энтони Агруса     | Джонатан Грин и Гайб Миллер                 | 14 апреля 2013                        | 4APS15 | 2.50                        |
| Кливленд решает сделать доктора Фиста "одним из парней", но случайно узнаёт опасный для жизни секрет. Между тем Кливленд-младший и Ралло открывают пункт питания в школе и сталкиваются с конкурентами. |    |                                                                                                   |                   |                                             |                                       |        |                             |
| 18 | 83 | «Squirt's Honor» Струи чести                                                                      | Орест Канестрелли | Дэниэл Дрэч                                 | 21 апреля 2013                        | 4APS16 | 2.02                        |
| Донна хочет, чтобы Ралло вступил в скауты. Ралло понимает, что может неплохо поднять денег на продаже сладостей скаутам. Тем временем Донна и Кливленд выигрывают в лотерее романтический отдых в престижном отеле. |    |                                                                                                   |                   |                                             |                                       |        |                             |
| 19 | 84 | «Grave Danger» Могильная опасность                                                                | Стив Робертсон    | Киркер Батлер                               | 28 апреля 2013                        | 4APS17 | 2.66                        |
| Кливленд с друзьями открыли для себя место, где можно хорошо провести время — кладбище… |    |                                                                                                   |                   |                                             |                                       |        |                             |
| 20 | 85 | «Of Lice and Men» Парень и вши                                                                    | Джефф Майерс      | Джон Винер, Кевин Биггинс и Трэвис Бове     | 5 мая 2013 (Канада) 12 мая 2013 (США) | 4APS18 | 1.89                        |
| Ралло приходится постричься после проверки вшей в школе. Все дети в школе смеются над ним, но его брат берет его под своё крыло. Тем временем Товарняк и Кукки решают провести выходные вместе. |    |                                                                                                   |                   |                                             |                                       |        |                             |
| 21 | 86 | «Mr. & Mrs. Brown» Мистер и миссис Браун                                                          | Стив Робертсон    | Кевин Биггинс и Трэвис Бове                 | 12 мая 2013                           | 4APS01 | 2.26                        |
| Кливленда и его маму Кукки принимают за мужа и жену в пенсионном сообществе. Донна этим сильно возмущена. |    |                                                                                                   |                   |                                             |                                       |        |                             |
| 22 | 87 | «Crazy Train» Сумасшедший Товарняк                                                                | Сын Ву Ча         | Чадд Гиндин                                 | 19 мая 2013                           | 4APS19 | 2.14                        |
| Товарняк приглашает Кливленда на слёт Лоурайдеров (прыгающие машины). На этом шоу Товарняк ведет себя очень странно. Доктор Фёст считает это результатом слабоумия старика |    |                                                                                                   |                   |                                             |                                       |        |                             |
| 23 | 88 | «Wheel! Of! Family!» Колесо! Из! Семьи!                                                           | Джек Перкинс      | Марджи Маджи и Анджели Миллан и Кортни Лили | 19 мая 2013                           | 4APS20 | 2.43                        |
| Это последняя серия в 4 сезоне. Кливленд и Донна озабочены слишком напряженным графиком у детей. Они решают разделить детей между взрослыми членами семьи. Для этого они мастерят колесо, с помощью которого и выберут себе ребенка. |    |                                                                                                   |                   |                                             |                                       |        |                             |